# 达沃·苏克
达沃·苏克（發音：[dâʋoːr ʃǔker] ⓘ，1968年1月1日—），是已退役的克罗地亚足球运动员，出生于前南斯拉夫奥西耶克，在球场上司职前锋，曾获得过1998年世界杯金靴奖，克羅地亞足球傳奇巨星之一。苏克现在是克罗地亚足协主席。

## 职业生涯
苏克在1984年参加家乡球队奥西耶克，开始了他的球员生涯。1989年，他转会到萨格勒布迪纳摩。在南斯拉夫足球联赛崭露头角之后，他在1990年与罗马尼亚国家队的比赛首次為國家隊上陣。1991年，南斯拉夫内战爆发前，苏克代表南斯拉夫国家队参加了两场比赛，在其中他射入了首个国际比赛入球。
同年苏克转会到西班牙塞維利亞。1992年克罗地亚独立之后，苏克成为了克罗地亚国家队成员。在获得西甲最佳射手的称号之后，苏克在1996年欧洲足球锦标赛上，为克罗地亚队贡献了三個入球：其中小組賽丹麦队一役中獨進兩球，淘汰掉了衛冕冠軍，其中完場前在禁區邊緣的吊射被認為是歐洲國家杯賽史最精采的進球之一（雖然這球有越位的嫌疑）；他在這場比賽也曾经在中場線上吊射大门，而在門前驚險擋下這球的舒梅切爾当场竖起大拇指称赞其精準脚法，遺憾錯失帽子戲法的蘇克也不吝嗇地稱讚丹麥巨人的快速回防；八強賽對陣應屆冠軍德國隊，他在落後時攻進追平分，但隨後什蒂马茨領紅牌離場，多一人的德國在一次進攻中靠著薩默爾在禁區內和比利奇爭球成功後在門前得到超前分。雖然八強止步，但第一次在國際大賽亮相的克羅埃西亞便淘汰了衛冕軍並和冠軍隊纏鬥整場，實在令人驚豔，而其中最亮眼的蘇克被歐洲足總評選為賽事最佳陣容的其中一名前鋒。
在歐洲杯一戰成名的苏克隨後加盟皇家马德里，帮助该队赢得1997年西甲联赛冠军以及1998年的欧洲冠军杯。苏克在1998年世界杯以6個入球勇夺金靴奖，除了最後一場小組賽對阿根廷沒有進帳之外，剩下六場各進一球：十六強賽對上羅馬尼亞，他上半場結束前的一次妙傳使得隊友成功在禁區內製造對手的犯規，他親自操刀十二碼得手，1比0晉級；八強賽又是對上德國隊，上半場尾聲時他突破德國隊防線，沃恩斯不得不對他犯規而領紅牌離場，導致德國隊後防崩盤，他在完場前還完成了一次精彩的一挑三得分，最後克羅埃西亞以3比0大勝；準決賽對上地主法國隊，他在下半場開始時把握了法國防線溝通上的失誤首開得分，但最後法國靠著圖拉姆連下兩城逆轉；最後季軍賽對手是荷蘭，他在兩軍戰成1平時攻進超前分，協助克罗地亚取得了前所未有的季军成绩。1999年苏克来到英超的，但表現已開始下滑，在2000年的歐洲足總杯決賽PK戰中甚至難得的操刀十二碼失手；一年後又接连转会到以及1860慕尼黑，至2003年退役。

## 成就
苏克直到退役为止，一共在国际比赛上射入46个进球，其中45个是属于克罗地亚队的。他也因此成为克罗地亚国家队历史上至今为止进球最多的球员，而他在国际比赛进球率则达到0.65，在欧洲乃至世界足坛都很少见。苏克的进球左脚居多，也因此在1996年欧锦赛时，媒体称赞他“左脚灵活得可以拉小提琴”。2003年欧洲足联50周年庆典之际，他被克罗地亚足协提名为黄金球员，即50年内该国最出色的球员。2004年3月，国际足联委托球王贝利选定的国际足联125名伟大球员名单中，他是唯一一名克罗地亚球星。另外，他生涯在32次十二碼機會中不曾失手過（僅計算正規時間的十二碼皆不曾失手，但他曾在PK戰中沒能罰進）。

## 退役
退役后，苏克在克罗地亚萨格勒布市开办了一家“达沃·苏克足球学校”。

## 克罗地亚国家队进球列表
| #  | 日期           | 比赛场地                           | 对手       | 比分  | 结果  | 赛事                       |
| -- | -------------- | ---------------------------------- | ---------- | ----- | ----- | -------------------------- |
| 01 | 1992年10月22日 | 萨格勒布马克西米尔体育场           | 墨西哥     | 1–0   | 3–0   | 友谊赛                     |
| 02 | 1992年10月22日 | 萨格勒布马克西米尔体育场           | 墨西哥     | 3–0   | 3–0   | 友谊赛                     |
| 03 | 1993年6月25日  | 萨格勒布马克西米尔体育场           | 乌克兰     | 1–0   | 3–1   | 友谊赛                     |
| 04 | 1994年3月23日  | 西班牙瓦伦西亚馬斯泰拿球場         | 瑞典       | 2–0   | 2–0   | 友谊赛                     |
| 05 | 1994年9月4日   | 爱沙尼亚塔林Kadrioru体育场         | 爱沙尼亚   | 1–0   | 2–0   | 1996年欧洲足球锦标赛预选赛 |
| 06 | 1994年9月4日   | 爱沙尼亚塔林Kadrioru体育场         | 爱沙尼亚   | 2–0   | 2–0   | 1996年欧洲足球锦标赛预选赛 |
| 07 | 1994年11月16日 | 義大利巴勒莫巴爾貝拉球場           | 義大利     | 1–0   | 2–1   | 1996年欧洲足球锦标赛预选赛 |
| 08 | 1994年11月16日 | 義大利巴勒莫巴爾貝拉球場           | 義大利     | 2–0   | 2–1   | 1996年欧洲足球锦标赛预选赛 |
| 09 | 1995年3月25日  | 萨格勒布马克西米尔体育场           | 乌克兰     | 2–0   | 4–0   | 1996年欧洲足球锦标赛预选赛 |
| 10 | 1995年3月25日  | 萨格勒布马克西米尔体育场           | 乌克兰     | 4–0   | 4–0   | 1996年欧洲足球锦标赛预选赛 |
| 11 | 1995年4月26日  | 萨格勒布马克西米尔体育场           | 斯洛維尼亞 | 2–0   | 2–0   | 1996年欧洲足球锦标赛预选赛 |
| 12 | 1995年9月3日   | 萨格勒布马克西米尔体育场           | 爱沙尼亚   | 2–1   | 7–1   | 1996年欧洲足球锦标赛预选赛 |
| 13 | 1995年9月3日   | 萨格勒布马克西米尔体育场           | 爱沙尼亚   | 5–1   | 7–1   | 1996年欧洲足球锦标赛预选赛 |
| 14 | 1995年9月3日   | 萨格勒布马克西米尔体育场           | 爱沙尼亚   | 7–1   | 7–1   | 1996年欧洲足球锦标赛预选赛 |
| 15 | 1995年10月8日  | 斯普利特Poljud体育场               | 義大利     | 1–1   | 1–1   | 1996年欧洲足球锦标赛预选赛 |
| 16 | 1995年11月15日 | 斯洛維尼亞卢布尔雅那Bežigrad体育场 | 斯洛維尼亞 | 1–1   | 2–1   | 1996年欧洲足球锦标赛预选赛 |
| 17 | 1996年4月10日  | 奥西耶克Gradski vrt                | 匈牙利     | 2–0   | 4–1   | 友谊赛                     |
| 18 | 1996年6月2日   | 爱尔兰都柏林蘭士登路球場           | 爱尔兰     | 1–0   | 2–2   | 友谊赛                     |
| 19 | 1996年6月16日  | 英格兰谢菲尔德希尔斯堡体育场       | 丹麦       | 1–0   | 3–0   | 1996年欧洲足球锦标赛小组赛 |
| 20 | 1996年6月16日  | 英格兰谢菲尔德希尔斯堡体育场       | 丹麦       | 3–0   | 3–0   | 1996年欧洲足球锦标赛小组赛 |
| 21 | 1996年6月23日  | 英格兰曼彻斯特老特拉福德           | 德国       | 1–1   | 1–2   | 1996年欧洲足球锦标赛八强   |
| 22 | 1996年11月10日 | 萨格勒布马克西米尔体育场           | 希腊       | 1–1   | 1–1   | 1998年世界杯预选赛         |
| 23 | 1997年3月29日  | 斯普利特Poljud体育场               | 丹麦       | 1 – 0 | 1 – 1 | 1998年世界杯预选赛         |
| 24 | 1997年4月30日  | 希腊塞萨罗尼基卡凡佐格里歐體育場   | 希腊       | 1–0   | 1–0   | 1998年世界杯预选赛         |
| 25 | 1997年9月10日  | 丹麦哥本哈根帕肯球场               | 丹麦       | 1–3   | 1–3   | 1998年世界杯预选赛         |
| 26 | 1997年10月11日 | 斯洛維尼亞卢布尔雅那Bežigrad体育场 | 斯洛維尼亞 | 1–0   | 3–1   | 1998年世界杯预选赛         |
| 27 | 1998年6月3日   | 里耶卡Kantrida体育场               | 伊朗       | 2–0   | 2–0   | 友谊赛                     |
| 28 | 1998年6月6日   | 萨格勒布马克西米尔体育场           |            | 1–0   | 7–0   | 友谊赛                     |
| 29 | 1998年6月6日   | 萨格勒布马克西米尔体育场           |            | 2–0   | 7–0   | 友谊赛                     |
| 30 | 1998年6月6日   | 萨格勒布马克西米尔体育场           |            | 5–0   | 7–0   | 友谊赛                     |
| 31 | 1998年6月14日  | 法國朗斯費利克斯-波萊特球場        | 牙买加     | 3–1   | 3–1   | 1998年世界杯小组赛         |
| 32 | 1998年6月20日  | 法國南特拿比奧祖利球場             | 日本       | 1–0   | 1–0   | 1998年世界杯小组赛         |
| 33 | 1998年6月30日  | 法國波尔多沙邦-戴爾馬球場          | 羅馬尼亞   | 1–0   | 1–0   | 1998年世界杯十六强         |
| 34 | 1998年7月4日   | 法國里昂熱爾蘭球場                 | 德国       | 3–0   | 3–0   | 1998年世界杯八强           |
| 35 | 1998年7月8日   | 法國圣丹尼法兰西体育场             | 法國       | 1–0   | 1–2   | 1998年世界杯半决赛         |
| 36 | 1998年7月11日  | 法國巴黎王子公园体育场             | 荷蘭       | 2–1   | 2–1   | 1998年世界杯三四名         |
| 37 | 1998年10月10日 | 馬爾他塔加利国家体育场             | 馬爾他     | 4–1   | 4–1   | 2000年欧洲足球锦标赛预选赛 |
| 38 | 1998年10月14日 | 萨格勒布马克西米尔体育场           | 北馬其頓   | 1–1   | 3–2   | 2000年欧洲足球锦标赛预选赛 |
| 39 | 1999年3月10日  | 希腊雅典雅典奥林匹克体育场         | 希腊       | 2–2   | 2–3   | 友谊赛                     |
| 40 | 1999年5月5日   | 西班牙塞维利亚奥林匹克体育场       | 西班牙     | 1–0   | 1–3   | 友谊赛                     |
| 41 | 1999年6月5日   | 北馬其頓斯科普里斯科普里市体育场   | 北馬其頓   | 1–0   | 1–1   | 2000年欧洲足球锦标赛预选赛 |
| 42 | 1999年9月4日   | 萨格勒布马克西米尔体育场           | 爱尔兰     | 1–0   | 1–0   | 2000年欧洲足球锦标赛预选赛 |
| 43 | 2001年6月2日   | 瓦拉日丁Varteks体育场              | 圣马力诺   | 3–0   | 4–0   | 2002年世界杯预选赛         |
| 44 | 2001年8月15日  | 爱尔兰都柏林蘭士登路球場           | 爱尔兰     | 2–2   | 2–2   | 友谊赛                     |
| 45 | 2002年4月17日  | 萨格勒布马克西米尔体育场           |            | 2–0   | 2–0   | 友谊赛                     |